# San Lucas (Juan de Bolonia)

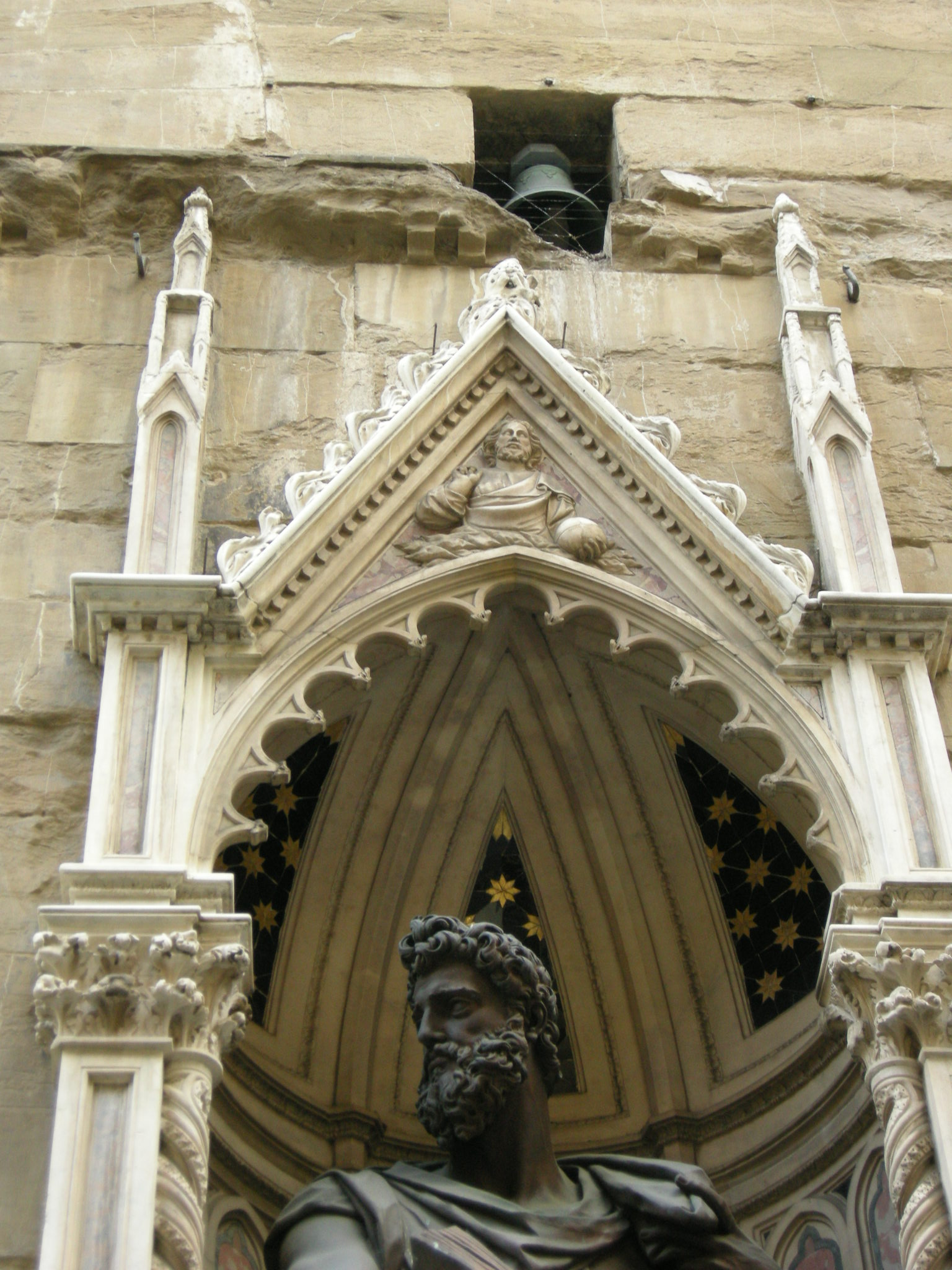
La cúspide del tabernáculo.

La escultura de San Lucas de Giambologna forma parte del ciclo de las catorce estatuas del patronazgo de las Artes de Florencia, colocadas en nichos en el exterior de la iglesia de Orsanmichele. Fue encargado por el Arte de Jueces y Notarios y se remonta a 1597-1602. Es de bronce y mide 273 cm de altura. Se conserva en el Museo de Orsanmichele, mientras que en el exterior de la iglesia se ha sustituido por una copia.

## Historia
El tabernáculo fue decorado originalmente por una estatua de mármol de San Lucas por Niccolò di Pietro Lamberti, completada en 1406 y conservada en el Museo del Bargello. En la segunda mitad del siglo XVI, se decidió renovar el tabernáculo, encargando una escultura de bronce (el coste de bronce era cerca de diez veces más que el mármol y se utilizó en el complejo de Orsanmichele por el patronazgo de las Artes más ricas y poderosas).
La historia del encargo y la realización de la estatua de Juan de Bolonia está bien documentada. Inicialmente, el encargo había sido hecho a Stoldo Lorenzi, pero a su muerte en 1582 sólo había tenido el tiempo justo para conseguir el material, que era en aquel tiempo de mármol. El encargó pasó al escultor flamenco y se decidió a utilizar el bronce, para que todas las esculturas que ocupaban Vía de Calzaiuoli fuesen con el mismo material (las otras obras son La incredulidad de Santo Tomás de Verrocchio y el San Juan Evangelista de Baccio da Montelupo). El nombramiento se hizo oficial en 1583, pero se tuvo que esperar casi veinte años antes de ver la estatua terminada en 1602. El retraso se debió principalmente a las presiones del gran duque al escultor para que realizara sus encargos. Sabemos que en 1590, sin embargo, ya existía el modelo de estudio a escala real del escultor para la fundición y también datos que apuntan al estilo de la producción del maestro en los años ochenta del Cinquecento.
La escultura fue restaurada entre 2001 y 2002 por la Superintendencia, a través de la financiación de Ross Familia Charitable Foundation de Nueva York.

## Descripción
San Lucas Evangelista está representado como un hombre barbudo de mediana edad, vestido de época antigua con la capa y vestido, con su brazo derecho sostiene un libro abierto y con inclinación hacia la izquierda en el hombro (quizá en recuerdo del David de Miguel Ángel). El cuerpo tiene una forma típica de giro típicamente manierista, aunque el estrecho espacio del nicho limita la escultura de Giambologna, que creó una figura compuesta y solemne. La estatua está firmada y fechada IOA. BOL. BÉLG. MDCII.
El San Lucas no ha gozado de mucho éxito de crítica a lo largo de los siglos a pesar de las alabanzas de Gian Lorenzo Bernini. Los comentarios han sido un tanto innecesariamente criticados enfatizando la edad del artista en el momento de su construcción (aunque el proyecto fue mucho antes)comparándola con la de San Mateo Apóstol de la Catedral de Orvieto, también de Giambologna, que se creía modelo de este: fue adjudicada a Juan de Bolonia en 1595 y ejecutado en 1600 por Pietro Francavilla, pero, sin embargo, era posterior al boceto de San Lucas.